# Megalomus parvus
Megalomus parvus is een insect uit de familie van de bruine gaasvliegen (Hemerobiidae), die tot de orde netvleugeligen (Neuroptera) behoort. 
Megalomus parvus is voor het eerst wetenschappelijk beschreven door Krüger in 1922.